# Appareil génital masculin
1. vessie
2. symphyse pubienne
3. pénis
4. corps caverneux
5. gland
6. prépuce
7. méat urétral
8. côlon sigmoïde
9. rectum
10. vésicules séminales
11. canal éjaculateur
12. prostate
13. glande de Cowper
14. anus
15. canal déférent
16. épididyme
17. testicule
18. scrotum

L'appareil génital masculin est l'appareil reproducteur de l'homme. Il est composé des cordons spermatiques, du scrotum, des testicules, des épididymes, des canaux déférents, des canaux éjaculateurs, des vésicules séminales, de la prostate, de l'urètre et du pénis.

## Description

Anatomie vue en perspective
Anatomie vue de côté
Anatomie vue de face

### Cordon spermatique
Le cordon spermatique est un cordon suspendant le testicule à l'anneau inguinal, et contenant les vaisseaux et nerfs du testicule, ainsi qu'une partie du canal déférent.

### Scrotum
Le scrotum est un sac cutané et fibromusculaire suspendu sous la symphyse pubienne et contenant les testicules et la partie inférieure du cordon spermatique.

### Testicules
Les testicules sont des organes situés dans le scrotum et suspendus par le cordon spermatique. Ce sont les gonades masculines, responsables de la production de spermatozoïdes et de testostérone.

### Épididyme
L'épididyme est un petit organe près du testicule. Il est composé de plusieurs conduits issus du testicule et qui fusionnent entre eux. Leur trajet est tortueux, et le conduit s'ouvre sur le canal déférent.

### Canal déférent
Le canal déférent est un conduit reliant l'épididyme au canal éjaculateur. Depuis le scrotum, au sein duquel sa partie inférieure a un trajet tortueux, il se dirige dans le cordon spermatique vers le canal inguinal, puis chemine vers la partie rétropéritonéale du petit bassin où son extrémité postérieure a un trajet tortueux.

### Canal éjaculateur
Le canal éjaculateur est formé de l'union du canal déférent et de la vésicule séminale. Il chemine au sein de la prostate entre le lobe médian et le lobe gauche ou droit et rejoint l'urètre prostatique.

### Vésicule séminale
La vésicule séminale est un organe glandulaire situé entre la vessie et le rectum. Elle est constituée d'un conduit tortueux qui rejoint le canal déférent pour former le canal éjaculateur. Sauf chez les mammifères carnivores qui ne possèdent pas ce type de glande, ces vésicules (il y en a deux) sécrètent une grande partie du sperme (50 à 70% chez un Homme en bonne santé reproductive).

### Prostate
La prostate est un organe glandulaire et fibromusculaire contenant une portion de l'urètre. Elle est située dans le petit bassin, entre la symphyse pubienne en avant, le rectum en arrière, la vessie en haut et le périnée en bas. Elle sécrète une partie du sperme dans l'urètre.

### Urètre
L'urètre est un conduit cheminant de la base de la vessie à l'extrémité distale du pénis. Il est constitué de quatre parties qui se suivent : préprostatique, dans la paroi de la vessie ; prostatique, au sein de la prostate et recevant les canaux éjaculateurs ; membraneux, à travers la membrane périnéale ; spongieux, au sein du corps spongieux du pénis.

### Pénis
Le pénis est un organe composé d'une racine située dans le périnée et d'un corps appendu à celui-ci. La racine est constituée de trois parties érectiles, les deux piliers et le bulbe. Ces parties se continuent dans le corps du pénis par les deux corps caverneux et le corps spongieux, respectivement. Les corps caverneux contiennent des espaces caverneux, et le corps spongieux contient une portion de l'urètre. Le pénis de l'homme a la même origine embryonnaire que le clitoris de la femme, et présente une structure identique.

## Microbiome

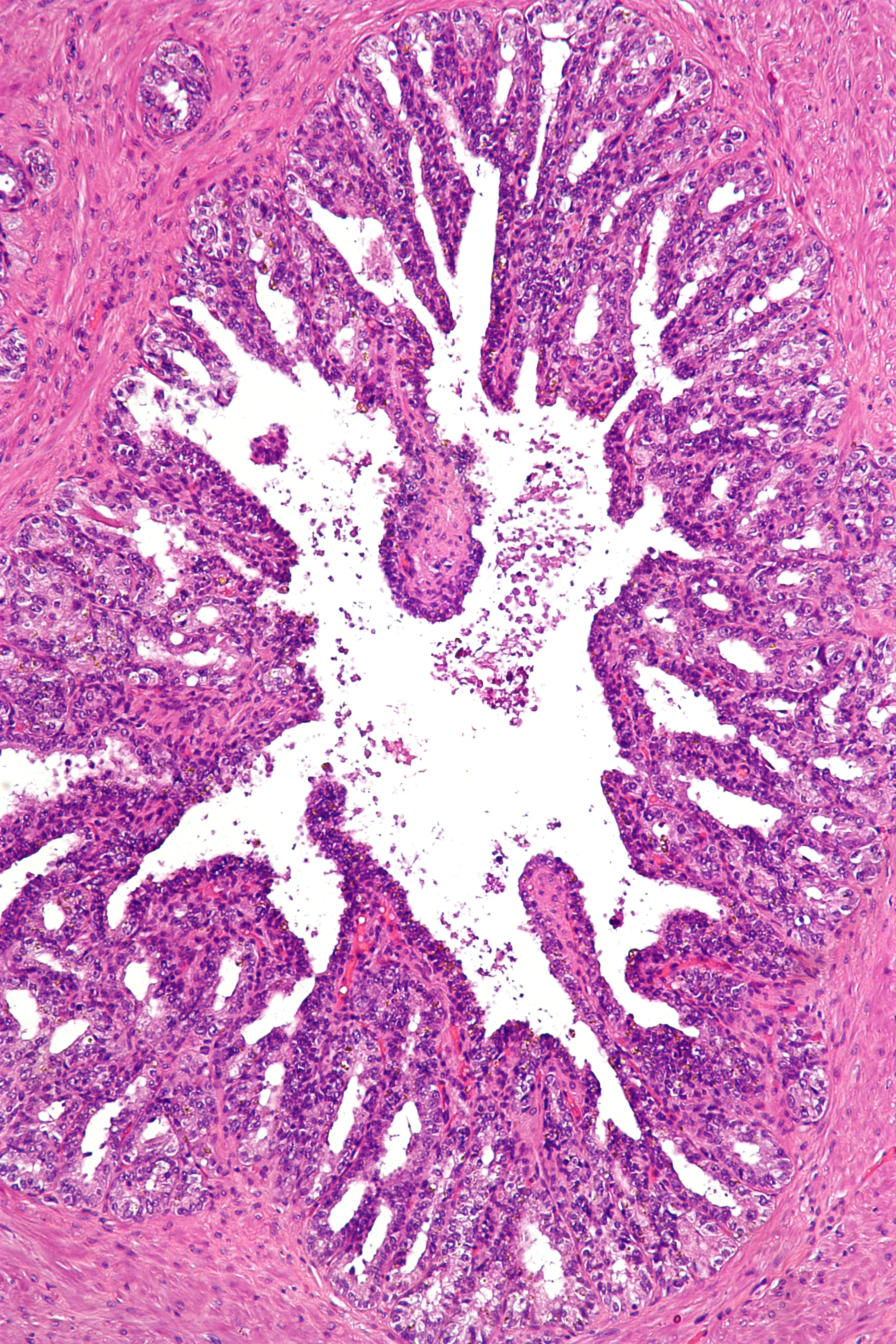
Vue en coupe d'une vésicule séminale comme il en existe chez l'homme et tous les mammifères (hormis carnivores) et où est produite la plus grande partie du liquide nutritif (pour les spermatozoïdes) constituant le sperme. Dans ces tubes vivent des communautés bactériennes qui caractérisent le microbiome que constitue le sperme, transmis au partenaire sexuel et parfois à sa descendance.

Un microbiote spécifique à l'appareil reproducteur mâle existe. Comme le microbiote intestinal humain il est propre à chaque individu.
Des analyses génétiques ont permis de comprendre comment certaines des bactéries du sperme peuvent être transmises par le père à sa descendance, y compris pour des bactéries ayant des effets délétères pour la santé (ou étant facteur d'obésité), une hypothèse qui est sérieusement envisagée depuis le début des années 2010 notamment par Rando & al (publication 2015).
Selon une étude de l'université du Missouri à Columbia (2015) basée sur le modèle murin, le liquide séminal et le système reproducteur masculin abritent une communauté de bactéries utiles (bénéfiques pour le bon équilibre métabolique des organes génitaux) et parfois des bactéries pathogènes susceptibles de causer une infection de la prostate, un cancer ainsi que des troubles de la reproduction.
Cette étude a été la première à identifier des germes du tractus génital qui, chez la souris mâle, se sont montrés pathogènes, en causant par exemple une prostatite ou un cancer et en altérant les capacités de reproduction, y compris éventuellement pour ses descendants masculins.
Pour Cheryl Rosenfeld (professeure agrégée en sciences biomédicales et auteure principale de l’étude) les « microbiotes » pathogènes peuvent être favorisés par des conditions anormales de température, de pH et de l'environnement ainsi que par la disponibilité en nutriments du liquide séminal.
Les vésicules séminales (glandes vésiculeuses) semblent jouer un rôle particulier en abritant certaines espèces qui profitent d’une température leur convenant et d'une source de nourriture abondante (le liquide séminal produit par ces glandes est riche en oligo-éléments, protéines, enzymes, mucus, vitamine C, flavines, phosphorylcholine (en), prostaglandines et glucides (dont fructose), éléments très propices à une bonne croissance bactérienne.
Les chercheurs ont aussi découvert dans le liquide séminal du rat de laboratoire contient plusieurs espèces de bactéries associées (chez le rat) à un risque accru d’obésité, avec transmission père-fils — voire petit-fils — et des effets similaires ont été constatés chez l'homme,, (une obésité familiale pourrait donc ne pas être toujours liée à une cause génétique familiale).
Lors du processus de reproduction est possible que le microbiote masculin puisse aussi affecter la santé de la femme qui le reçoit et indirectement la génération suivante si la santé sexuelle de cette femme en est affectée ; plusieurs études récentes (années 2010) laissent penser que, chez les mammifères, la femelle peut inconsciemment percevoir certains signes de la qualité de santé reproductive du mâle et moduler en réponse son investissement sexuel,,.

## Fonctionnement

### Fonction hormonale
La testostérone est une hormone stéroïdienne, du groupe des androgènes. Chez les mammifères, la testostérone est sécrétée essentiellement par les gonades, c'est-à-dire les testicules des mâles et les ovaires des femelles, à un degré moindre ; en plus faibles quantités, les glandes surrénales et quelques autres tissus produisent également de la testostérone. C'est la principale hormone sexuelle mâle et le stéroïde anabolisant. Bien que couramment appelée hormone mâle, elle est aussi celle qui est la plus présente chez les femmes.

### Fonction reproductive
- l'éjaculation est l'expulsion d'un liquide biologique, à l’approche ou au moment de l'orgasme lors d'un rapport sexuel, d'une masturbation, ou de pollution nocturnes physiologiques (rêves érotiques). Chez l'homme, l'éjaculat est constitué de sperme et de liquide séminal, alors que chez la femme, il s'agit du fluide sécrété par les glandes de Skene.
- l'érection est un phénomène physiologique dans lequel les corps caverneux se gorgent de sang rendant le pénis ferme et dilaté. Cette érection est le résultat d’une interaction complexe de facteurs endocrines, psychologiques, neurologiques et vasculaires, et est habituellement, mais pas exclusivement, associée à l’excitation sexuelle ou l’attirance sexuelle.
- la spermatogenèse est le processus de développement des spermatozoïdes, qui sont les gamètes mâles matures de nombreux organismes à reproduction sexuée. Il s'agit donc de la version masculine de la gamétogenèse, dont l'équivalent féminin est l'ovogenèse. C'est un processus complexe de différenciation, impliquant la prolifération et le renouvellement des cellules germinales, la méiose et la spermiogenèse.

## Médecine
L'urologie est le domaine de la médecine qui s'applique aux reins, aux voies urinaires des femmes ou des hommes, à l'appareil urogénital masculin et aux glandes surrénales.
Il s'agit d'une spécialité médicochirurgicale. Les praticiens qui s'en occupent sont appelés urologues. En France ils sont titulaires du diplôme d'études spécialisées (DES) de chirurgie générale et du diplôme d'études spécialisées complémentaires (DESC) d'urologie.

### Chirurgie
- l'orchiectomie est l'amputation chirurgicale d'un ou des deux testicules. Cette ablation peut être médicalement requise à des fins thérapeutiques. C'est une intervention commune dans le traitement du cancer du testicule.
- la vasectomie est une opération chirurgicale utilisée comme méthode de stérilisation ou de contraception (réversibilité). Elle consiste à sectionner ou bloquer les canaux déférents qui transportent les spermatozoïdes chez des individus mâles. Il s'agit de la méthode de contraception masculine la plus répandue dans le monde.
- la prostatectomie radicale est l'ablation de la prostate, une intervention chirurgicale pratiquée pour le traitement du cancer prostatique. Elle consiste à retirer complètement la prostate et les vésicules séminales, puis à suturer l'urètre préprostatique (relié à la vessie) à sa partie membranacée (touche le sphincter de continence urinaire).

## Maladies
- Le tube dans lequel passe le sperme forme une boucle circulaire qui peut conduire à des hernies, résultat de changements anatomiques majeurs qui se sont produits au cours de l'évolution des humains à partir des poissons[11].
- la cryptorchidie est l'absence d'un ou des deux testicules dans le scrotum (position normale introscrotale chez l'homme et chez les animaux à testicules externes). Elle inclut l'ectopie testiculaire, qui est l'insertion du testicule dans un autre endroit, hors des bourses et de son trajet normal, en raison d'un arrêt de la migration du testicule lors de son trajet de descente ; entre la région lombaire où il se forme et son emplacement naturel dans le scrotum.
- l'épididymite est une inflammation de l'épididyme (située au sommet du testicule). On la distingue de l'orchite, qui est une inflammation du testicule, et de l'orchiépididymite qui est l'inflammation simultanée de l'épididyme et du testicule.
- la torsion testiculaire désigne la torsion du cordon spermatique, qui relie l'un des testicules au reste du tractus génital. Ce cordon contenant notamment les artères vascularisant le testicule, sa torsion provoque un manque d'oxygénation du testicule (ischémie) associée à une douleur très violente (orchialgie), parfois responsable de nausées et malaises en très peu de temps.
- l'urétrite est une inflammation de l'urètre touchant plus les hommes que les femmes, habituellement d'origine bactérienne. Elle peut se manifester par des signes fonctionnels urinaires : mictions plus fréquentes (pollakiurie) et/ou qui peuvent être difficiles et douloureuses (dysurie).
- un écoulement urétral clair ou purulent.
- la varicocèle est une importante dilatation variqueuse (varices) des veines du cordon spermatique (situées dans les bourses, au-dessus et autour de chaque testicule). Cette dilatation est la conséquence d'un mauvais fonctionnement de valves situées dans les veines. Le sang ne parvient plus à remonter le long des veines pour rejoindre les veines plus importantes (veine rénale gauche et veine cave inférieure).

## Cancers
- le cancer du pénis est une expression qui désigne plusieurs types de tumeur maligne touchant les cellules de la peau du gland (dans un cas sur deux[12]) ou du reste du pénis, ou les tissus (internes) du pénis. C'est une des pathologies de la verge[13] et un type de cancer dont la prévalence varie considérablement selon les pays, mais dont l'incidence reste rare.
- le cancer du rectum comme pour le cancer du côlon, se développe à partir de la muqueuse du gros intestin. Est considérée comme un cancer du rectum toute lésion située à moins de 15 cm de la marge anale ou au-dessous du corps de la 3e vertèbre sacrée.
- le cancer du scrotum est très rare (épithéliomas le plus souvent, et beaucoup plus rarement mélanomes, rhabdomyosarcomes ou liposarcomes)[14]. Il semble toujours induit par l'exposition (jusqu'à plus de 10 ans avant) à des carcinogènes : créosote, pétrole, suies ou goudrons.
- le cancer du testicule regroupe plusieurs types de tumeurs germinales du testicule. C'est un cancer rare (1 % environ de tous les cancers) mais est en augmentation depuis plusieurs décennies. Il est aussi le cancer le plus fréquent chez l'homme de 15 à 35 ans. Les deux testicules sont rarement touchés simultanément (1 à 2 % des cas), et après guérison d'un cancer du testicule, le risque de développer un cancer sur l'autre testicule est de 2 à 5 % dans les 25 ans.
- le cancer de la prostate est un cancer fréquent touchant la prostate, une glande de l'appareil reproducteur de l'homme. Le cancer se développe à partir des tissus de la prostate quand des cellules y mutent et se multiplient de façon incontrôlée. Celles-ci peuvent ensuite s'étendre (se métastaser) en migrant de la prostate jusqu'à d'autres parties du corps, particulièrement les os et les ganglions lymphatiques du pelvis. Le cancer de la prostate survient indépendamment de l'hypertrophie bénigne de la prostate (HBP), ou adénome prostatique.

## Malformations
- l'épispadias est une rare malformation du pénis dans lequel l'urètre se termine par une ouverture sur la face supérieure du pénis[15]. Il peut également se développer chez les femmes lorsque l'urètre se développe trop loin.
- l'hypospadias  est une malformation congénitale et une variation du développement sexuel[16] qui se manifeste par l'ouverture de l'urètre dans la face inférieure du pénis au lieu de son extrémité[17]. Lorsqu'elle apparaît sur la face supérieure on parle d'épispadias.